# Yvonne Minton
Yvonne Minton (Sydney, Austràlia, 4 de desembre de 1938) és una mezzosoprano australiana.
Després d'estudiar en la seva ciutat natal s'instal·là a Londres, Començà a despuntar al proclamar-se guanyadora del premi Kathleen Ferrier als Països Baixos, el 1961. El 196 debutà al Covent Garden, on treballaria assíduament al llarg dels dotze anys següents. La seva presentació en el Metropolitan de Nova York el 1972, en el festival de Bayreuth el 1974 i en el festival de Salzburg tres anys després la consagraren internacionalment. Treballà en altres grans centres lírics, com les òperes de París, Colònia i Chicago, i abordà amb regularitat pàgines de Mozart i Wagner, si bé freqüentà sobretot obres d'autors de la primera meitat del segle XX: Richard Strauss, Weill, Hindemith, Janáček i Britten, entre d'altres. Participà en l'estrena mundial de The Knot Garden, de Tippett, el 1970, i el 1979 de la versió integra — completada per Cerha — de Lulu, d'Alban Berg, destacà, així mateix, com a solista en oratoris, cantates i música vocal diversa (Berlioz, Gustav Mahler, Arnold Schönberg, Elgar).